# Astyanax maximus
Astyanax maximus és una espècie de peix de la família dels caràcids i de l'ordre dels caraciformes.

## Morfologia
- Els mascles poden assolir 12,4 cm de llargària total.[5][6]

## Hàbitat
Viu a àrees de clima tropical entre 20 °C i 22 °C de temperatura.

## Distribució geogràfica
Es troba a Sud-amèrica: conques dels rius Amazones i Orinoco.